# Юловка (Ульяновская область)
Юловка — разъезд в Инзенском районе Ульяновской области. Входит в состав Глотовского городского поселения.

## География
Разъезд находится на железнодорожной линии Инза — Ульяновск, на расстоянии примерно 15 км (по прямой) к северо-востоку от города Инза, административного центра района.

## Население
| 2010 |
| ---- |
| 0    |

### Национальный состав
Согласно результатам переписи 2002 года, в национальной структуре населения русские составляли 100 % из 5 чел.